# Verband der Automobilindustrie

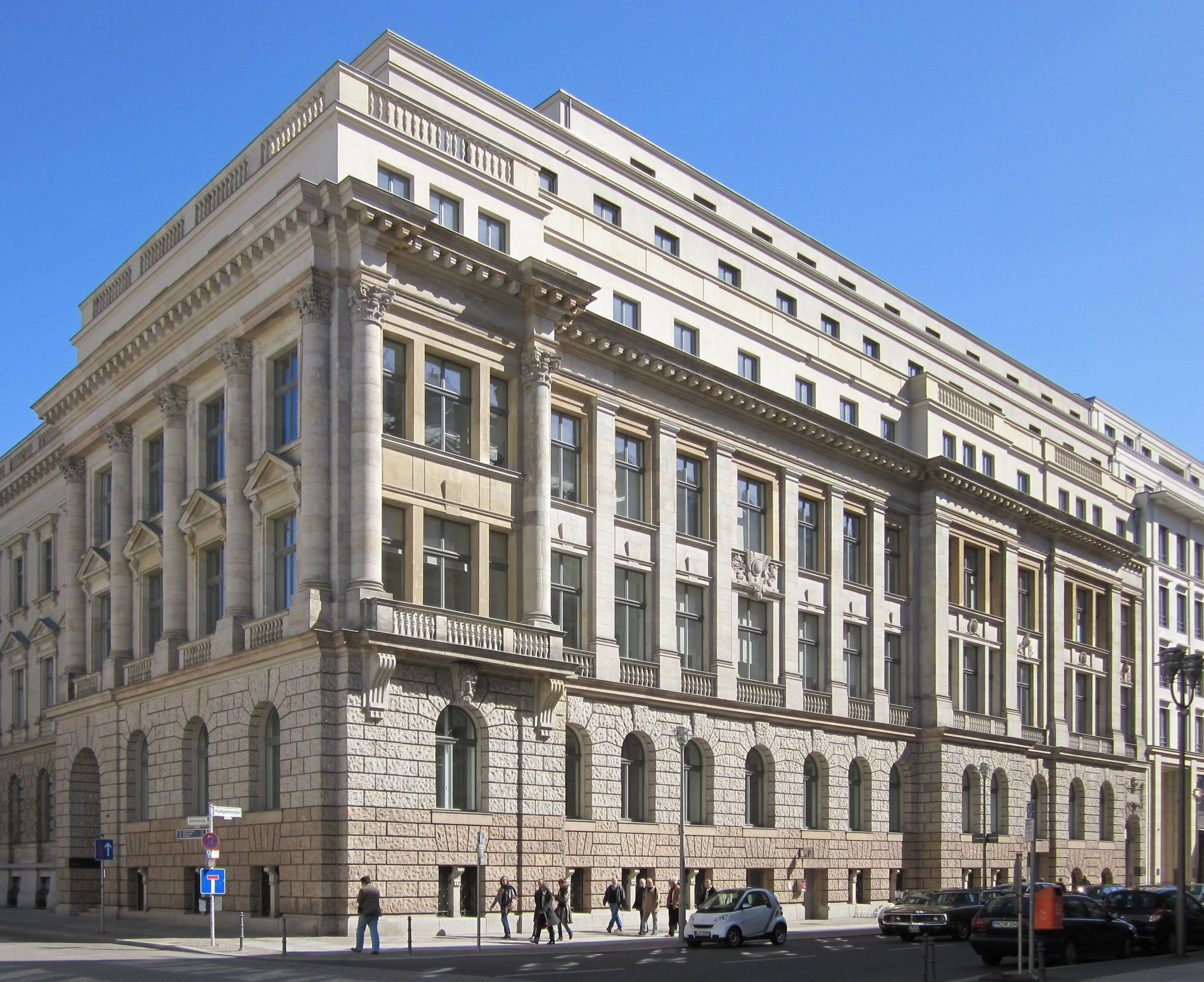
Das MarkgrafenPalais in Berlin-Mitte, Behrenstraße 35, ist seit 2010 Sitz des VDA

Der Verband der Automobilindustrie (VDA) ist der Spitzenverband der deutschen Automobilhersteller und -zulieferer in der Rechtsform eines eingetragenen Vereins mit Sitz in Berlin. Er gehört zu den einflussreichsten Interessenverbänden in der Bundesrepublik Deutschland und vertritt rund 620 Mitgliedsunternehmen. Laut der Nichtregierungsorganisation Lobbycontrol ist der VDA bekannt für seine große Nähe zur Politik, insbesondere zur deutschen Bundesregierung.

## Geschichte
Der Verband der Automobilindustrie geht zurück auf den 1901 gegründeten Verein Deutscher Motorfahrzeug-Industrieller (VDMI), der 1923 in Reichsverband der Automobilindustrie (RDA) umbenannt, 1945 aufgelöst und wiedergegründet wurde und am 2. Mai 1946 seinen heutigen Namen erhielt.

### Namen
- 1901–1923:0Verein Deutscher Motorfahrzeug-Industrieller (VDMI)
- 1923–1945:0Reichsverband der Automobilindustrie (RDA)
- 1945–1946:0Produktionsausschuß der Automobilindustrie (PADA)
- 1946–heute: Verband der Automobilindustrie (VDA)

### Gründung 1901 und Anfangsjahre
Am 19. Januar 1901 wurde der Verein Deutscher Motorfahrzeug-Industrieller (kurz: VDMI) im Hotel Kaiserhof in Eisenach gegründet. Gründungsmitglieder waren Gustav Vischer (Daimler-Motoren-Gesellschaft, Cannstatt), Eugène de Dietrich (De Dietrich et Co., Niederbronn), Ben Rachor (Adlerwerke, vormals H. Kleyer, Frankfurt am Main), Gustav Ehrhardt (Fahrzeugfabrik Eisenach), Willy Tischbein (Continental-Caoutchouc- und Gutta-Percha Compagnie, Hannover), Moritz Hille (Dresdner Gasmotoren-Fabrik, vorm. Moritz Hille), Wilhelm Opel (Adam Opel KG, Rüsselsheim), Karl Fichtel (Schweinfurter Präcisions-Kugellager-Werke Fichtel & Sachs) und Gustav Freund von der Automobiltechnischen Gesellschaft. Erster Vorsitzender wurde Gustav Vischer, Eugène de Dietrich sein Stellvertreter.
Der VDMI setzte sich für die Förderung des Straßenverkehrs ein, trat gegen belastende behördliche Maßnahmen und für Zollschutz und Kontrolle von Autoausstellungen ein. Eine Vereinbarung des VDMI war z. B. die in 1906 eingeführte Luxussteuer für Automobile, aus der sich hubraumabhängige Steuerklassen ergaben, in die Typenbezeichnung einfließen zu lassen. Aus einem Mercedes 45 PS wurde so der Mercedes 26/45 PS. Diese Steuer-PS war typisch für die Typenbezeichnungen bis Ende der 1920er Jahre.

### 1923–1945: Reichsverband der Automobilindustrie
Im Jahr 1923 wurde der Verband in Reichsverband der Automobilindustrie (RDA) umbenannt. Im Jahr 1928 bezog er ein eigenes Gebäude an der Hardenbergstraße in Berlin-Charlottenburg. Generalsekretär war von 1923 bis 1935 Wilhelm Scholz.
In der Zeit des Nationalsozialismus war der Verband – wie fast alle Wirtschaftsverbände – von der Gleichschaltung und Umstrukturierung des Verbandswesens betroffen. Die Aufgaben des RDA gingen 1934 auf die neu eingerichtete Wirtschaftsgruppe Fahrzeugindustrie (WG Fahrzeugindustrie, kurz Wigrufa) innerhalb der Reichsgruppe Industrie der Reichswirtschaftskammer über. Diese vertrat ab dann die bisher im RDA zusammengeschlossenen Unternehmen, für die die Mitgliedschaft Pflicht war. Statt für Interessenvertretung und Wirtschaftspolitik war der RDA nur noch für Vermögensverwaltung, Automobilausstellungen und Traditionspflege zuständig sowie für das Projekt Volkswagen. Mit Kriegsende im Mai 1945 wurde der Verband faktisch aufgelöst.

### Wiedergründung 1945 und Umbenennung 1946

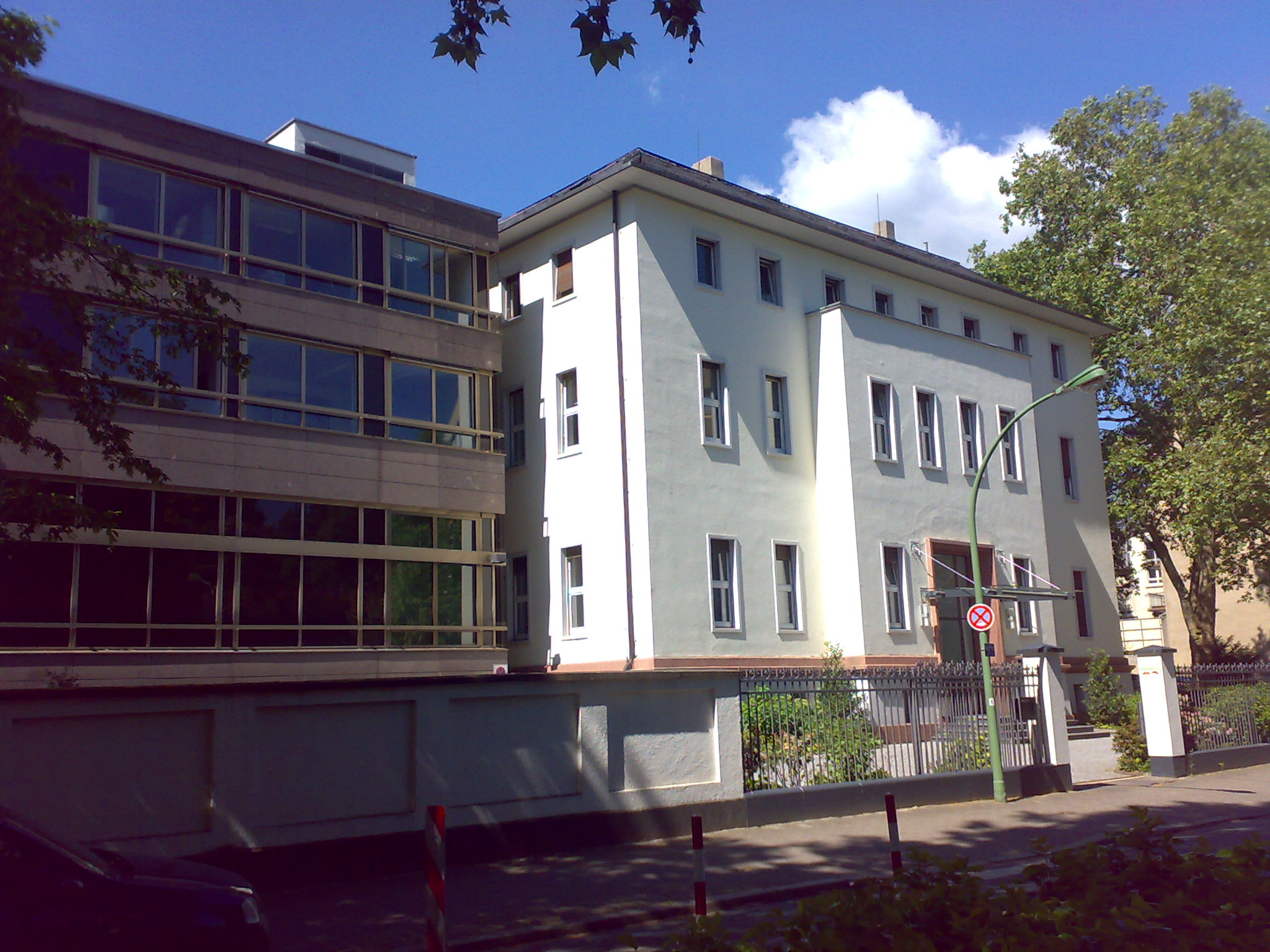
Früherer Sitz des VDA in Frankfurt/M.

Im September 1945 wurde in der britischen Zone der Produktionsausschuss der Automobilindustrie (PADA) in Hannover-Linden gegründet. Am 2. Mai 1946 wurde dieser umbenannt in Verband der Automobilindustrie (VDA).

### Geschichte im 21. Jahrhundert
Im Jahr 2001 beging der VDA sein 100-Jahr-Jubiläum mit Bezug auf die Gründung des Vorgängerverbands VDMI.

## Profil
Die Aufgaben des VDA sind die Interessenvertretung, Meinungsaustausch zwischen den Mitgliedern und die Erarbeitung von Standards wie etwa Empfehlungen für logistische Verfahren von Industriebetrieben oder den De-facto-Standard für EDI in der deutschen Automobilindustrie.
Der VDA ist Veranstalter der jährlich stattfindenden Internationale Automobilausstellung. Sie findet wechselnd in München (IAA Mobility) und in Hannover (IAA Transportation) statt.
Der VDA ist assoziiertes Mitglied im Verband der europäischen Automobilhersteller ACEA und Mitglied im Verband der europäischen Automobilzulieferindustrie CLEPA. Des Weiteren ist der VDA Gründungsmitglied der Organisationen ENX und Odette, die Standardisierungsaufgaben im Bereich der unternehmensübergreifenden Zusammenarbeit in der Automobilindustrie wahrnehmen.

### VDA-Veröffentlichungen
Der VDA gibt eine Reihe von Veröffentlichungen heraus, die auch online zu finden sind. Dazu gehören:
- Jahresberichte
- VDA-Positionen
- FAT-Schriftenreihe
- Statistiken
- VDA-Prüfblätter
- VDA-Werkstoffblätter

Früher gab der VDA
- VDA-Einheitsblätter[9] und
- VDA-Auto-Typenblätter[10] heraus.

## Positionen

### TTIP
Der VDA setzte sich für das Transatlantische Freihandelsabkommen (TTIP) ein. Unter der Internetadresse jazuttip.de stellte er seine Sicht dar. Im März 2015 mussten die auf der Seite ausgewiesenen Hinweise auf die Höhe der durch TTIP zu erwartenden Zugewinne nach unten korrigiert werden. Die Organisation Foodwatch hatte diese Veränderung recherchiert. Außerdem wurde ein Redemanuskript des damaligen von Verbandspräsident Matthias Wissmann gelöscht. Wissmann hatte die wirtschaftlichen Vorteile von TTIP ebenfalls übertrieben dargestellt.

## Organisationsstruktur

### Vorstand
Der Vorstand und das Präsidium des VDA zählt zahlreiche Personen aus den Spitzenpositionen der deutschen Automobilwirtschaft wie z. B. seit Mai 2019 Ola Källenius (Mercedes-Benz Group AG) aber auch Oliver Blume (Porsche AG), Elmar Degenhart (Continental AG), Michael Lohscheller (Opel).

### Präsident

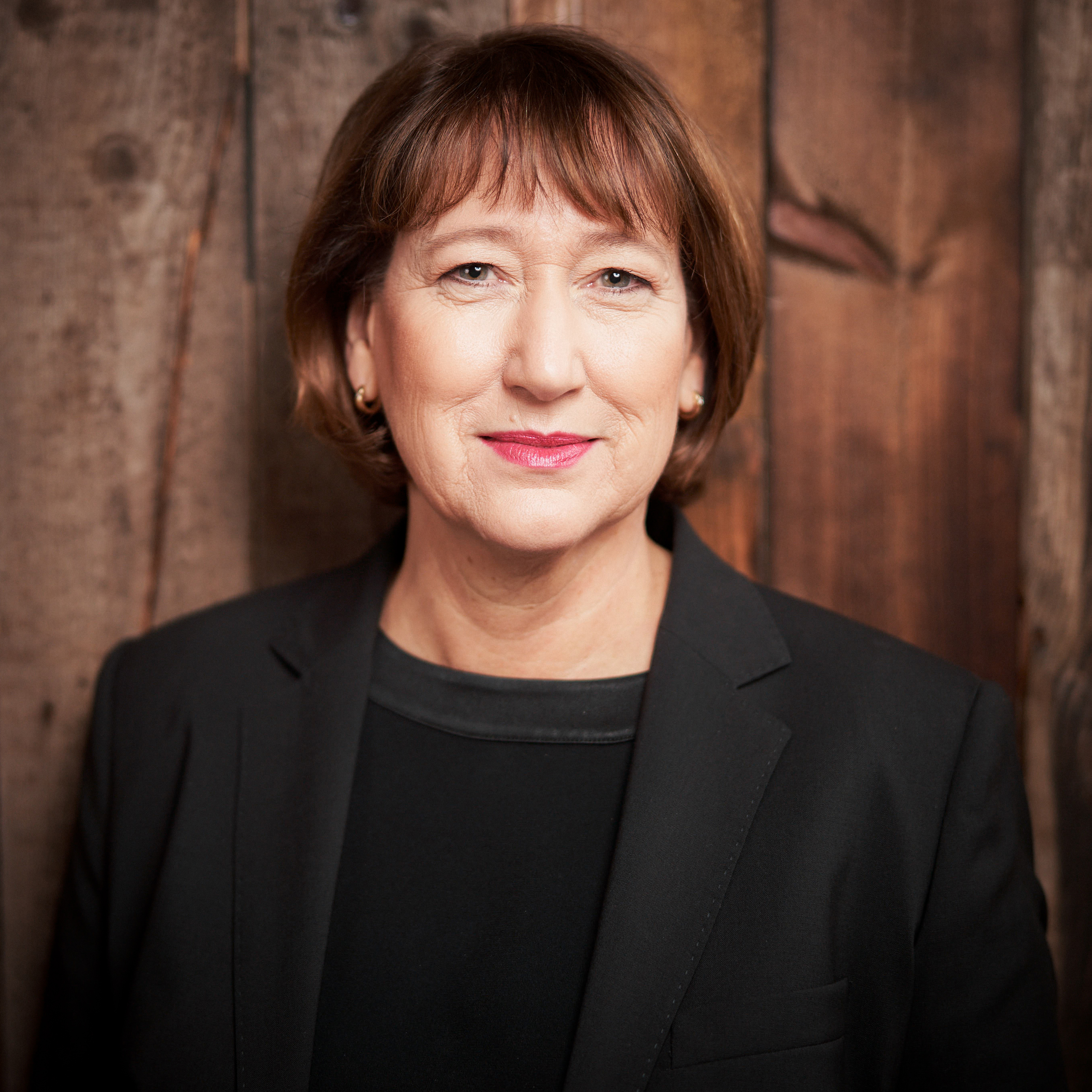
Hildegard Müller, Präsidentin des VDA

Erste Frau im Präsidentenamt war von 1989 bis 1996 Erika Emmerich. Ihre Nachfolge trat Bernd Gottschalk an. Nachdem Gottschalk im März 2007 zurückgetreten war, folgte ihm der ehemalige Bundesverkehrsminister Matthias Wissmann. Sein Nachfolger wurde zum 1. März 2018 Bernhard Mattes. Seit 1. Februar 2020 ist Hildegard Müller Präsidentin des VDA.

#### Präsidenten des RDA und VDA
- 1926–1945: Robert Allmers
- 1951–1960: Max Thoennissen[18]
- 1960–1968: Wolfgang Thomale
- 1989–1996: Erika Emmerich
- 1996–2007: Bernd Gottschalk
- 2007–2018: Matthias Wissmann
- 2018–2020: Bernhard Mattes
- seit 2020: Hildegard Müller

### Geschäftsführung
Geschäftsführer des VDA sind Marcus Bollig, Jürgen Mindel und Andreas Rade.
- Andreas Rade verantwortet die Themenfelder Industrie- und Digitalstrategie, Grundsatzfragen, Verkehr und Transport, Klima, Umwelt und Nachhaltigkeit, Wirtschaftspolitik, Außenwirtschaft, Mittelstand, Steuern, Economic Intelligence und Volkswirtschaft sowie das VDA Büro China.[19]
- Marcus Bollig betreut den Bereich Produkt und Wertschöpfung.[20] Dazu zählen die Teilgebiete Fahrzeugtechnologien und Eco-Systeme, Technische Vorschriften und Werkstoffe, Antriebe der Zukunft und E-Mobilität, Vernetztes und Automatisiertes Fahren, Security und Daten, Technologiestrategie, Produktion und Fertigungsverfahren, Logistik, Aftermarket, Normung und Regelwerke sowie die Forschungsvereinigung Automobiltechnik FAT.
- Jürgen Mindel betreut die Abteilungen Kommunikation und Medien, IAA, Personal, Finanzen, IT, Inhouse Services sowie die Bereiche QMC und die AQI GmbH.
- Der langjährige Geschäftsführer Joachim Damasky hat den VDA zum 30. Juni 2022 verlassen.

## VDA-Empfehlungen für EDI, Transportlabel und sendungsbegleitende Dokumente
Heute setzt praktisch jeder der deutschen Automobilhersteller und damit auch alle mittleren und großen Zulieferbetriebe EDI ein, wobei die Anforderungen fast aller Automobilhersteller die ursprünglichen Grundnormen der VDA durchbrechen. Im Zuge der Globalisierung stellen auch die deutschen Betriebe immer mehr auf EDIFACT um. Der VDA ist allerdings auch hier um eine Standardisierung bemüht, nach der nur bestimmte Nachrichtenarten des EDIFACT verwendet werden sollen. Das Ausschöpfen der gesamten Nachrichtenmöglichkeiten des EDIFACT würde wieder zu einem Auseinanderdriften führen und der Vereinheitlichung des Datenaustausches entgegenwirken.
Seit 2011 gibt es Aktivitäten, eine Reihe neuer VDA-Subsets auf Basis globaler EDIFACT-Nachrichtenformate für den Bereich Logistik zu entwickeln. Ziel ist es, einen hohen Standardisierungsgrad auch für EDIFACT-Formate zu erreichen.